# Keith Alexander (voetballer)

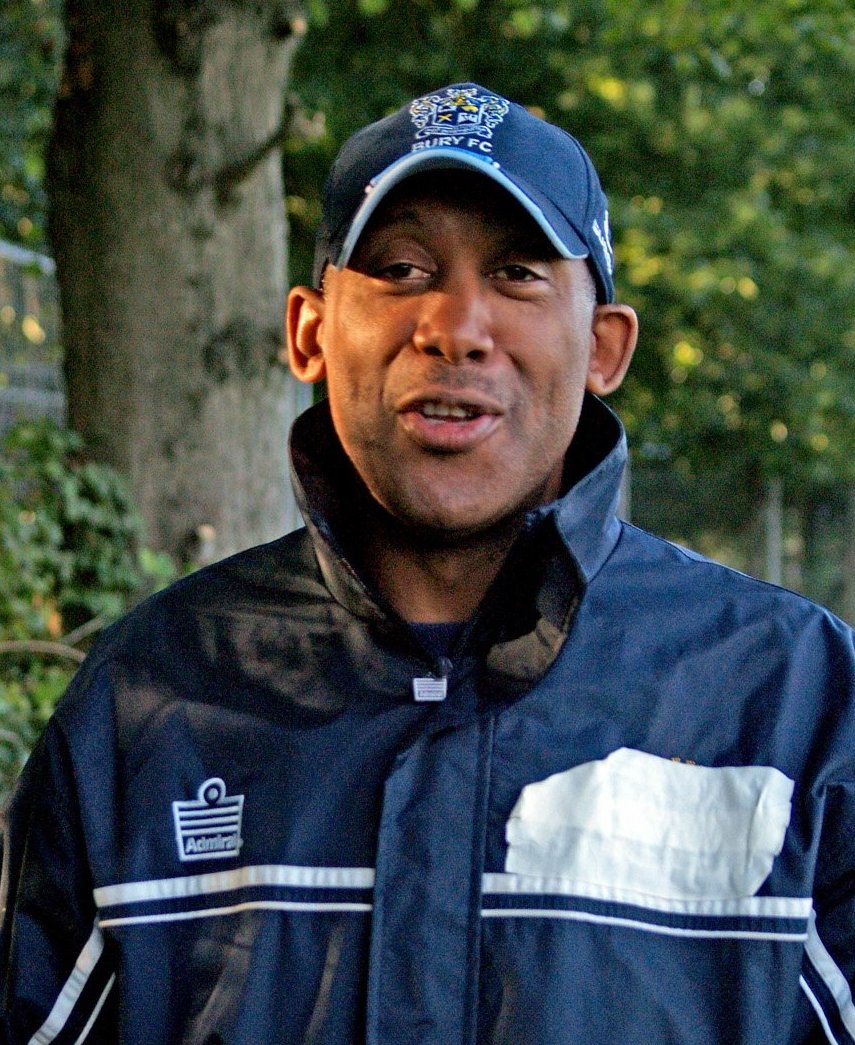
Keith Alexander in 2007

Keith Alexander (Nottingham, 14 november 1956 – Lincoln, 3 maart 2010) was een Engels voetballer en coach.
De aanvaller speelde zo'n twintig jaar in de lagere divisies van de Football League en de hogere semi-professionele divisies. Het meeste succes kende hij bij Grimsby Town FC en Stockport County FC. In 1980 won Alexander met Stamford de FA Vase in een wedstrijd op Wembley tegen Guisborough Town. De uitslag was 2-0, waarbij Alexander de score opende. Hij speelde ook driemaal bij het Saint Luciaans voetbalelftal.
Alexander genoot echter vooral bekendheid als coach. In 1993 promoveerde hij van jeugdtrainer bij Lincoln City naar coach van het eerste elftal, waarmee hij de eerste donkere coach in het Engelse profvoetbal was. Via Ilkeston Town en Northwich Victoria keerde hij in 2002 voor vier jaar terug bij Lincoln. Via het coachen van Peterborough United FC en een aanstelling als directeur voetbalzaken bij Bury kwam hij in 2008 als coach bij Macclesfield Town terecht. Keith Alexander, die al langer met zijn gezondheid sukkelde, coachte op 2 maart 2010 zijn 99e wedstrijd van Macclesfield. Kort na thuiskomt zakte hij in elkaar en overleed korte tijd later in een ziekenhuis te Lincoln.